# Dème d'Orestiáda
Le dème d'Orestiáda, en grec moderne : Δήμος Ορεστιάδας / Dímos Orestiádas, est un dème du district régional de l'Évros, en Macédoine-Orientale-et-Thrace, en Grèce. 
Le dème actuel résulte de la fusion, en 2010, dans le cadre du programme Kallikratis, des dèmes de Kyprínos, d'Orestiáda, de Trígono et de Výssa. 
Selon le recensement de 2021, le dème d'Orestiáda compte 31 686 habitants, le district municipal 22 005 habitants, la communauté municipale 19 666 habitants, tandis que la ville d'Orestiáda compte 18 164 habitants.